# بيشوب بريغز
بيشوب بريغز (بالإنجليزية: Bishop Briggs)‏ هي مغنية وكاتبة غنائية بريطانية، ولدت في 18 يوليو 1992 في لندن في المملكة المتحدة.

## وصلات خارجية
- الموقع الرسمي
- بيشوب بريغز على موقع IMDb (الإنجليزية)
- بيشوب بريغز على موقع ميتاكريتيك (الإنجليزية)
- بيشوب بريغز على موقع روتن توميتوز (الإنجليزية)
- بيشوب بريغز على موقع ميوزك برينز (الإنجليزية)
- بيشوب بريغز على موقع تيرنر كلاسيك موفيز (الإنجليزية)
- بيشوب بريغز على موقع أول ميوزيك (الإنجليزية)
- بيشوب بريغز على موقع ديسكوغز (الإنجليزية)
- بيشوب بريغز على موقع قاعدة بيانات الفيلم (الإنجليزية)
- بيشوب بريغز على موقع كينوبويسك (الروسية)